# クルム (ノースダコタ州)
クルム（英: Kulm）は、アメリカ合衆国のノースダコタ州にある都市。2000年国勢調査時の人口は422人。1892年に建設された。
中心地区から2km北東にはクルム市営空港がある。

## 地理
国勢調査局によると、市の総面積は0.8平方キロ（0.3平方マイル）で、その全域が陸地である。

## 人口動態
2000年の国勢調査時点で、この市には422人、214世帯、123家族が暮らしている。人口密度は1平方キロあたり509.2人で、平方マイルに換算すると1335.7人となる。住居数は251軒で、1平方キロに平均302.8軒（1平方マイルあたりでは794.5軒）が建っていることになる。住民のうち白人は99.05%、ネイティブ・アメリカンは0.24%、その他の人種は0.24%、混血は0.47%、ヒスパニック（ラテン系）は1.90%を占める。
214世帯のうち17.3%は18歳未満の子どもと暮らしており、53.3%は夫婦で生活している。2.8%は未婚の女性が世帯主であり、42.1%は家族以外の住人と同居している。40.7%が独り身世帯で、29.4%を独居老人の世帯が占める。1世帯あたりの平均構成人数は1.97人、家庭の平均構成人数は2.63人である。
住民のうち16.4%が18歳未満の未成年、4.7%が18歳以上24歳以下、16.6%が25歳以上44歳以下、22.7%が45歳以上64歳以下、39.6%が65歳以上となっており、平均年齢は56歳である。女性100人に対して男性が89.2人いる一方、18歳以上の女性100人に対しては88.8人いる。
一世帯あたりの平均収入は2万5125米ドル、家族ごとでは2万9643米ドルである。男性の平均収入は2万9583米ドル、女性の平均収入は1万6607米ドルで、労働者でない人々も含めた住民一人当たりの収入は1万9904米ドルとなる。総人口の10.4%、家族の7.7%、18歳未満の子どもの7.9%、および65歳以上の高齢者の14.6%は貧困線以下の収入で生計を立てている。

## 出身有名人
- アンジー・ディキンソン - 女優。11歳のときにこの地を離れた[3]